# Chthonius euganeus
Espèce
Chthonius euganeus est une espèce de pseudoscorpions de la famille des Chthoniidae.

## Distribution
Cette espèce est endémique de Vénétie en Italie,. Elle se rencontre dans les Busa dell'Orso à Rovolon dans les monts Euganéens.

## Étymologie
Son nom d'espèce lui a été donné en référence au lieu de sa découverte, les monts Euganéens.

## Publication originale
- Gardini, 1991 : Pseudoscorpioni cavernicoli del Veneto (Arachnida). Bollettino del Museo Civico di Storia Naturale di Verona, vol. 15, p. 167-214.